# Légion « Liberté de la Russie »
La légion « Liberté de la Russie » (russe : Легион «Свобода России» ; ukrainien : Легіон «Свобода Росії»), également légion « Russie Libre », est une unité militaire des Forces armées de l'Ukraine, formée en mars 2022 pour lutter contre l'invasion russe de la guerre russo-ukrainienne. L'unité se compose de transfuges des Forces armées russes, ainsi que de divers volontaires russes et biélorusses n'ayant pas été membres de formations militaires auparavant.
La légion utilise un drapeau blanc-bleu-blanc comme étendard au lieu du drapeau tricolore de la fédération de Russie.

## Historique
La légion « Russie Libre » est formée à partir d'une compagnie de l'armée russe (plus de 100 personnes), qui a volontairement rejoint le camp ukrainien. Selon le commandant de la compagnie, le 27 février 2022, avec l'aide du Service de sécurité d'Ukraine, des soldats russes ont rejoint les forces ukrainiennes pour « protéger les Ukrainiens des vrais fascistes ». Il appelle également ses compatriotes, soldats de l'armée de Poutine, à rejoindre la légion afin de sauver le peuple russe et tout le pays « de l'humiliation et de la destruction ».
Les premiers volontaires commencent une formation préliminaire individuelle fin mars 2022. En particulier, le personnel de la légion, sous la direction d'instructeurs des forces armées ukrainiennes, étudie les particularités du missile antichar portable « tire et oublie » suédo-britannique NLAW. Les commandants des unités « Russie Libre » se sont familiarisés avec la situation opérationnelle sur les lignes de front.
Le 9 avril 2022, la chaîne Telegram de la légion publie une vidéo montrant les volontaires de l'unité transportant des prisonniers de guerre russes du Donbass vers leur quartier général, où ils se voient proposer de rejoindre leurs rangs.
La légion combattrait aux côtés des Forces armées ukrainiennes dans le Donbass lors de l'offensive dans l'est de l'Ukraine. L'unité organiserait également des incendies et des actes de sabotage à l'intérieur de la Russie,.
Selon une information parue le 11 juin 2022, Igor Volobuyev, l'ancien vice-président de Gazprombank, qui a quitté la Russie lors du déclenchement de l'invasion, rejoint la légion « Liberté de la Russie »,.
Vers le début de juillet, la légion aurait fait une déclaration selon laquelle elle se serait retirée du front afin de « restaurer sa capacité de combat ». Depuis lors, la chaîne YouTube officielle de la légion partage plusieurs vidéos de ses soldats en exercice.
Le 31 août, aux côtés de l'Armée nationale républicaine et du Corps des volontaires russes, la légion signe une déclaration de coopération à Irpin appelée « Déclaration d'Irpin ». Les organisations ont également convenu de créer un centre politique dont le but est de représenter leurs intérêts auprès des autorités étatiques des différents pays et d'organiser une politique d'information commune. Ilia Ponomarev dirige le centre politique,,.
Fin décembre, un porte-parole, alias César, accorde une interview. Estimant les effectifs de la légion à « plusieurs centaines ». Il déclare : « Je ne combats pas ma patrie. Je me bats contre le régime de Poutine, contre le mal... Je ne suis pas un traître. Je suis un vrai patriote russe qui pense à l'avenir de mon pays ». Il souligne que la sélection des membres de l'unité comprend « plusieurs séries d'entretiens, des tests psychologiques et même un polygraphe » pour assurer la loyauté des recrues. Ils doivent ensuite suivre deux mois de formation avant d'être déployés dans le Donbass. Opérant sous commandement ukrainien, ils sont principalement impliqués dans le maniement de l'artillerie et la propagande.
Certains membres combattent à Bakhmout et sont considérés comme faisant partie des volontaires internationaux au sein des forces ukrainiennes.
En mars 2023, la Cour suprême russe déclare le mouvement Liberté pour la Russie « organisation terroriste ».
L'organisation compte parmi ses fondateurs un ancien député russe. Elle est représentée publiquement par « César », un ancien militant du Mouvement impérial russe et se compose en mai 2023 de 4 compagnies de 250 hommes environ.
Le 22 mai 2023, une opération est menée par des opposants au régime de Vladimir Poutine, composée de la Légion « Liberté de la Russie » et du Corps des volontaires russes,, dans le raïon de Graïvoron situé dans la région russe de Belgorod. Moscou indique « qu'un groupe de sabotage et de reconnaissance des Forces armées ukrainiennes est entré sur le raïon de Graïvoron et qu'ils sont pourchassés conjointement par le service des frontières, la Garde russe et le FSB »,,.
Le 1er juin 2023, le Corps des volontaires russes et la Légion « Liberté de la Russie » annoncent un nouveau raid dans la région de Belgorod. Le poste frontière de Shebekino est attaqué avec le soutien de chars. Le quartier général opérationnel de Belgorod déclare qu'« il n'y a pas de percée des Forces armées ukrainiennes ». Une tentative de percée se déroule aussi près de Novaya Tavolzhanka (ru).
Le 2 juin, la Légion poursuit les combats dans la région de Belgorod, à la périphérie du village de Novaya Tavolzhanka (ru). L'unité accuse l'armée russe d'avoir tué deux civils. Ils affirment que l'armée russe a lancé une frappe d'artillerie sur un véhicule, le prenant pour un véhicule appartenant à un groupe de sabotage.
Le 4 juin, le Corps des volontaires russes et la Légion « Liberté de la Russie » font appel au gouverneur de la région de Belgorod en proposant d'échanger deux prisonniers de guerre contre la possibilité de s'entretenir personnellement avec le gouverneur de la région, Viatcheslav Gladkov. Il déclare être prêt à rencontrer les combattants, mais les bataillons disent que le gouverneur ne s'est pas présenté à la réunion. Les prisonniers sont transférés au fonds d'échange de la partie ukrainienne.
Le 5 juin, la légion propose à Prigojine d'échanger des militaires russes capturés contre un lieutenant-colonel russe, détenu par les mercenaires du groupe Wagner. À son tour, le Corps des volontaires russes déclare qu'il a déjà remis tous les militaires russes capturés à la partie ukrainienne. De son côté, Prigojine refuse la proposition.
Le gouverneur de la région de Belgorod (ru), Viatcheslav Gladkov, déclare que les représentants des autorités régionales « ne peuvent pas entrer » dans le village de Novaïa Tavoljanka (ru). Mais déjà le 6 juin, il dit qu'il n'y a « aucun ennemi » sur le territoire de la région et en particulier dans le village.
Lors d'un raid mené par deux groupes dans la région de Belgorod au début de juin, au moins 14 militaires de la région de Pskov sont tués et dix autres capturés. Cela est annoncé par le gouverneur de la région de Pskov, Mikhaïl Vedernikov.
Le 28 septembre 2023, la Légion « Liberté de la Russie » annonce une nouvelle operation dans la région de Belgorod.
La légion revendique le 18 juillet 2024 un incendie sur l'aéroport international de Perm où sont stationnés des MiG-31 de la 6980e base d'aviation russe (unité 69 806-2) de la 14e armée de l'air russe.

### Incursions de 2024 en Russie occidentale
Le 12 mars 2024, une force pro-ukrainienne composée de la Légion, du Corps des volontaires russes et du bataillon Sibir, pénètre dans les oblasts de Belgorod et de Koursk. Selon le FSB, les pertes (adverses) résultantes de la bataille comprennent une centaine de soldats, six chars, un canon automoteur français CAESAR et 20 véhicules blindés. La Légion revendique le contrôle du village de Tetkino, dans l'oblast de Koursk, qui sera abandonné quelque temps après. Le 13 mars, les groupes antigouvernementaux russes déclarent qu'en raison des bombardements continus sur les villes ukrainiennes, ils sont « obligés d'infliger des dégâts » sur le territoire russe, tout en appelant les citoyens à évacuer les zones concernées. Alexeï Baranovsky (membre de la légion), estime qu'à l'avenir, le groupe aura l'intention d'avancer vers Moscou ; cet objectif pourra être atteint (selon lui) si le nombre d'effectifs est augmenté. Le 14 mars, plusieurs groupes de combattants tentent de nouveau à franchir la frontière dans les régions de Belgorod et de Koursk. Selon des chaines militaires russes, des saboteurs auraient atterri dans le village de Kozinka, dans l'oblast de Belgorod, à l'aide d'un hélicoptère. Le gouverneur de la région fait état d'importantes destructions dans le village et déclare l'évacuation des habitants. Le ministère russe de la Défense annonce, à la suite d'un affrontement près de Kozinka, l'élimination d'environ 50 saboteurs. Le 17 mars, la Légion, le bataillon Sibir et les séparatistes tchétchènes entrent dans le village de Gorkovski, dans l'oblast de Belgorod. Les groupes antigouvernementaux publient également des images où des drapeaux auraient été hissés à Kozinka. Le 18 mars, les attaquants revendiquent l'élimination de 613 soldats de l'armée russe depuis le début des incursions en territoire russe. Le 19 mars, le ministère russe de la Défense annonce qu'il s'efforce d'empêcher les saboteurs d'entrer dans la zone frontalière. Dans les villages de Kozinka, Glotovo, Gora-Podol, Grayvoron, Bezymeno, Novostroevka-1 et Novostroevka-2, des postes de contrôle seront installés, indique le gouverneur de l'oblast de Belgorod.
Le 27 mars, la Légion publie sur le compte X (anciennement Twitter) la mort au combat d'un membre de l'unité, Dani Tammam Akel, du nom de guerre « Apôtre ». Partisan d’Alexeï Navalny, Akel avait fui la Russie pour l’Estonie au début de la guerre en 2022.

## Personnalités
- Ildar Dadine, tué le 6 octobre 2024 dans l'oblast de Kharkiv[52].
- Dani Tammam Akel